# Dietil mercúrio
Dietil mercúrio é um composto organometálico, apresentando-se como um líquido incolor inflamável, e é uma das mais fortes neurotoxinas conhecidas. 